# Зегеберг
Зегеберг (нем. Segeberg, н.-нем. Sebarg) — район в Германии. Центр района — город Бад-Зегеберг. Район входит в землю Шлезвиг-Гольштейн. Занимает площадь 1344,39 км². Население — 256 671 чел. Плотность населения — 191 человек/км².
Официальный код района — 01 0 60.
Район подразделяется на 95 общин.

## Города и общины
1. Бад-Брамштедт (13 342)
2. Бад-Зегеберг (15 975)
3. Боштедт (4564)
4. Эллерау (5417)
5. Хенштедт-Ульцбург (26 183)
6. Кальтенкирхен (19 691)
7. Нордерштедт (71 284)
8. Траппенкамп (5076)
9. Вальштедт (9391)

Управления
Управление Бад-Брамштедт-Ланд
1. Армштедт (415)
2. Бимёлен (927)
3. Борстель (128)
4. Фёрден-Барль (291)
5. Фулендорф (392)
6. Гроссенаспе (2845)
7. Хаген (365)
8. Хардебек (499)
9. Хазенкруг (371)
10. Хайдмор (330)
11. Хицхузен (1271)
12. Мёнкло (262)
13. Веддельброк (1041)
14. Вимерсдорф (1522)

Управление Борнхёфед
1. Борнхёфед (3495)
2. Дамсдорф (252)
3. Гённебек (496)
4. Шмалензее (490)
5. Штокзее (451)
6. Тарбек (173)
7. Тенсфельд (727)

Управление Ицштедт
1. Ицштедт (2225)
2. Кайхуде (1117)
3. Наэ (2370)
4. Эринг (1302)
5. Зет (1966)
6. Зюльфельд (3382)

Управление Кальтенкирхен-Ланд
1. Альфеслоэ (2525)
2. Хартенхольм (1777)
3. Хазенмор (706)
4. Лентфёрден (2289)
5. Нютцен (1135)
6. Шмальфельд (1903)

Управление Кисдорф
1. Хютблек (364)
2. Каттендорф (923)
3. Кисдорф (3450)
4. Эрсдорф (867)
5. Зиферсхюттен (1180)
6. Штруфенхюттен (1107)
7. Штуфенборн (901)
8. Вакендорф II (1408)
9. Винзен (412)

Управление Лецен
1. Барк (986)
2. Бебензее (588)
3. Фредесдорф (353)
4. Грос-Ниэндорф (645)
5. Хёгерсдорф (411)
6. Кюкельс (435)
7. Лецен (1638)
8. Мёцен (447)
9. Неферсдорф (709)
10. Швиссель (229)
11. Тодесфельде (1021)
12. Виттенборн (833)

Управление Риклинг
1. Дальдорф (725)
2. Грос-Куммерфельд (2002)
3. Хайдмюлен (688)
4. Латендорф (602)
5. Риклинг (3386)

Управление Трафе-Ланд
1. Баренхоф (211)
2. Блунк (584)
3. Бюнсдорф (362)
4. Дреггерс (54)
5. Фаренкруг (1653)
6. Гешендорф (527)
7. Глазау (970)
8. Грос-Рённау (582)
9. Клайн-Гладебрюгге (588)
10. Клайн-Рённау (1427)
11. Кремс II (441)
12. Негернбётель (1046)
13. Немс (590)
14. Нойенгёрс (840)
15. Пронсторф (1710)
16. Рольсторф (1128)
17. Шаккендорф (814)
18. Ширен (280)
19. Зеедорф (2236)
20. Штипсдорф (226)
21. Штрукдорф (257)
22. Трафенхорст (203)
23. Трафенталь (540)
24. Вакендорф I (428)
25. Веде (1017)
26. Вензин (817)
27. Вестерраде (467)